# Trombomodulina
La trombomodulina, CD 141 o BDCA-3 è una proteina integrale di membrana espressa sulla superficie delle cellule endoteliali. Nell'uomo, la trombomodulina è codificata nel gene denominato THBD.
La proteina ha una Peso Molecolare (PM) di 74 kDa, ed è costituita da una singola catena che forma una struttura terziaria con cinque distinti dominî.

## Funzione
La trombomodulina funziona come cofattore della trombina nel processo di attivazione della proteina C, che inattivando proteoliticamente i fattori V e VIII attivati, espleta un ruolo anticoagulante.
Si innesca così un meccanismo di compenso, che pone un freno all'attivazione della cascata coagulativa, evitando così l'insorgenza di eventi trombotici potenzialmente mortali per l'individuo.
Il complesso oltre a ciò favorisce la fibrinolisi inattivando proteoliticamente l'inibitore dell'attivatore del plasminogeno (PAI), coadiuvando in tal modo il rimodellamento del coagulo secondario.

### ArticoliArticoli
- Esmon CT, Thrombomodulin as a model of molecular mechanisms that modulate protease specificity and function at the vessel surface., in FASEB J., vol. 9, n. 10, 1995,  pp. 946–55, PMID 7615164.
- Ohlin AK, Norlund L, Marlar RA, Thrombomodulin gene variations and thromboembolic disease., in Thromb. Haemost., vol. 78, n. 1, 1997,  pp. 396–400, PMID 9198186.
- Van de Wouwer M, Collen D, Conway EM, Thrombomodulin-protein C-EPCR system: integrated to regulate coagulation and inflammation., in Arterioscler. Thromb. Vasc. Biol., vol. 24, n. 8, 2005,  pp. 1374–83, DOI:10.1161/01.ATV.0000134298.25489.92, PMID 15178554.
- Boffa MC, Jackman RW, Peyri N, et al., Thrombomodulin in the central nervous system., in Nouvelle revue française d'hématologie, vol. 33, n. 6, 1992,  pp. 423–9, PMID 1667949.
- Jakubowski HV, Owen WG, Macromolecular specificity determinants on thrombin for fibrinogen and thrombomodulin., in J. Biol. Chem., vol. 264, n. 19, 1989,  pp. 11117–21, PMID 2544585.
- Jackman RW, Beeler DL, Fritze L, et al., Human thrombomodulin gene is intron depleted: nucleic acid sequences of the cDNA and gene predict protein structure and suggest sites of regulatory control., in Proc. Natl. Acad. Sci. U.S.A., vol. 84, n. 18, 1987,  pp. 6425–9, DOI:10.1073/pnas.84.18.6425, PMC 299089, PMID 2819876.
- Suzuki K, Kusumoto H, Deyashiki Y, et al., Structure and expression of human thrombomodulin, a thrombin receptor on endothelium acting as a cofactor for protein C activation., in EMBO J., vol. 6, n. 7, 1987,  pp. 1891–7, PMC 553573, PMID 2820710.
- Wen DZ, Dittman WA, Ye RD, et al., Human thrombomodulin: complete cDNA sequence and chromosome localization of the gene., in Biochemistry, vol. 26, n. 14, 1987,  pp. 4350–7, DOI:10.1021/bi00388a025, PMID 2822087.
- Shirai T, Shiojiri S, Ito H, et al., Gene structure of human thrombomodulin, a cofactor for thrombin-catalyzed activation of protein C., in J. Biochem., vol. 103, n. 2, 1988,  pp. 281–5, PMID 2836377.
- Yonezawa S, Maruyama I, Tanaka S, et al., <569::AID-CNCR2820620322>3.0.CO;2-T Immunohistochemical localization of thrombomodulin in chorionic diseases of the uterus and choriocarcinoma of the stomach. A comparative study with the distribution of human chorionic gonadotropin., in Cancer, vol. 62, n. 3, 1988,  pp. 569–76, DOI:10.1002/1097-0142(19880801)62:3<569::AID-CNCR2820620322>3.0.CO;2-T, PMID 2839283.
- Ishii H, Majerus PW, Thrombomodulin is present in human plasma and urine., in J. Clin. Invest., vol. 76, n. 6, 1986,  pp. 2178–81, DOI:10.1172/JCI112225, PMC 424339, PMID 3001144.
- Adler M, Seto MH, Nitecki DE, et al., The structure of a 19-residue fragment from the C-loop of the fourth epidermal growth factor-like domain of thrombomodulin., in J. Biol. Chem., vol. 270, n. 40, 1995,  pp. 23366–72, DOI:10.1074/jbc.270.40.23366, PMID 7559494.
- Ohlin AK, Marlar RA, The first mutation identified in the thrombomodulin gene in a 45-year-old man presenting with thromboembolic disease., in Blood, vol. 85, n. 2, 1995,  pp. 330–6, PMID 7811989.
- Srinivasan J, Hu S, Hrabal R, et al., Thrombin-bound structure of an EGF subdomain from human thrombomodulin determined by transferred nuclear Overhauser effects., in Biochemistry, vol. 33, n. 46, 1994,  pp. 13553–60, DOI:10.1021/bi00250a007, PMID 7947766.
- Gerlitz B, Hassell T, Vlahos CJ, et al., Identification of the predominant glycosaminoglycan-attachment site in soluble recombinant human thrombomodulin: potential regulation of functionality by glycosyltransferase competition for serine474., in Biochem. J., 295 ( Pt 1), 1993,  pp. 131–40, PMC 1134829, PMID 8216207.
- Yasuda K, Espinosa R, Davis EM, et al., Human somatostatin receptor genes: localization of SSTR5 to human chromosome 20p11.2., in Genomics, vol. 17, n. 3, 1993,  pp. 785–6, DOI:10.1006/geno.1993.1410, PMID 8244401.
- Yamamoto S, Mizoguchi T, Tamaki T, et al., Urinary thrombomodulin, its isolation and characterization., in J. Biochem., vol. 113, n. 4, 1993,  pp. 433–40, PMID 8390446.
- Meininger DP, Hunter MJ, Komives EA, Synthesis, activity, and preliminary structure of the fourth EGF-like domain of thrombomodulin., in Protein Sci., vol. 4, n. 9, 1996,  pp. 1683–95, DOI:10.1002/pro.5560040904, PMC 2143218, PMID 8528067.
- Maglott DR, Feldblyum TV, Durkin AS, Nierman WC, Radiation hybrid mapping of SNAP, PCSK2, and THBD (human chromosome 20p)., in Mamm. Genome, vol. 7, n. 5, 1996,  pp. 400–1, DOI:10.1007/s003359900120, PMID 8661740.